# Sergio Prina
Sergio Miguel Prina (San Miguel de Tucumán, 27 de febrero de 1981) es un actor y director de teatro argentino.

## Carrera profesional
Tras recibirse como licenciado en teatro de la Universidad Nacional de Tucumán, Prina comenzó a trabajar con varios directores de teatro de su ciudad natal, entre ellos Máximo Gómez, Manuel Maccarini, Raúl Reyes y Carlos Correa, hasta que conoció a Agustín Toscano, quien lo convocó para un papel pequeño en una obra de teatro producida por la compañía Gente No Convencida (GNC), sin embargo, durante el proceso de los ensayos realizaron varios cambios de guion y Prina pasó a protagonizar la pieza teatral que se llamó La verdadera historia de Antonio (2008-2010), que también marcó su primera experiencia profesional como actor. A inicios del 2010, debutó como director de teatro con la obra Rotary, teatro exclusivo para socios escrita por Hernán Morán. Más tarde, Prina participó en su segunda obra de teatro como actor titulada Playas (2012) dirigida por Cynthia Avellaneda y Nicolás Aráoz en el teatro El Árbol de Galeano.
En 2013, Prina volvió a trabajar con Toscano y Ezequiel Radusky en la ópera prima Los dueños, una comedia negra en la cual interpretó a Sergio, un peón rural que a escondidas de su jefe ocupa su casa para simular una vida lujosa. Luego, dirigió su segunda obra de teatro titulada El tiempo de los reincidentes (2013). Al año siguiente, Prina apareció en la película dramática policial El mejor de nosotros (2014) en el papel de «el Chino» bajo la dirección de Jorge Rocca. Después, se tomó una pausa de la actuación para incursionar como profesor de teatro hasta que en 2017 coordinó un taller del cual surgió la obra teatral Que pase algo... (título en proceso) que se encargó de dirigir y recibió el premio a la mejor dirección en el Fiesta Provincial del Teatro de Tucumán.
Aunque no fue hasta el 2018 cuando Prina recibió reconocimiento por su actuación como un delincuente en la película El motoarrebatador estrenada en el Festival de Cannes, siendo dirigido nuevamente por Toscano y además fue galardonado con varios premios en diferentes festivales de cine por su interpretación.  Ese mismo año, prestó su voz para el personaje de Perpetuo en la segunda temporada temporada de la serie animada Muñecos del destino emitida por Canal 10 de Tucumán. Poco después, Prina apareció en un papel secundario en la película dramática Sangre blanca (2018) de Bárbara Sarasola, interpretando a Dani, un propietario de una ferretería. En 2019, actuó la película La botera dirigida por Sabrina Blanco, en la cual personificó al padre de la protagonista.
En 2020, se estrenaron varias películas de las cuales Prina participó, entre ellas Karnawal de Juan Pablo Félix y Golondrinas de Mariano Mauriño, pero su trabajo más destacado ese año fue en el filme Las siamesas dirigida por Paula Hernández, donde asumió el rol de un chófer de colectivo, que le valió su primera nominación a los premios Sur como mejor actor revelación. En 2021, apareció en la cinta de suspenso erótico Amor bandido de Daniel Werner, interpretando a un matón llamado Román, que le significó su segunda nominación a los premios Sur en la categoría mejor actor de reparto. Y a fines de ese año, también se estrenó la película dramática Ese fin de semana dirigida por Mara Pescio, en la cual encaró el papel de Ariel.
Posteriormente, Prina protagonizó la película carretera Camino al éxito de Sebastián Rodríguez, jugando el papel de Hugo. En 2023, incursionó en televisión, participando con papeles secundarios en la serie de drama político Diciembre 2001 de Star+ y en la serie de comedia División Palermo de Netflix. Después, Prina apareció en la película Barcos y catedrales (2024) dirigida por Nicolás Aráoz. Ese mismo año, coprotagonizó junto a Leonardo Sbaraglia la película surrealista El hombre que amaba los platos voladores de Diego Lerman, asumiendo el papel de Carlos «Chango» Torres, un camarógrafo de un periodista sensacionalista.

## Filmografía

### Cine
| Año  | Título                                   | Papel                  | Notas        |
| ---- | ---------------------------------------- | ---------------------- | ------------ |
| 2013 | Los dueños                               | Sergio                 |              |
| 2014 | El mejor de nosotros                     | El chino               |              |
| 2018 | El motoarrebatador                       | Miguel Palaveccino     |              |
| 2018 | Sangre blanca                            | Dani                   |              |
| 2019 | La botera                                | Osvaldo                |              |
| 2020 | Karnawal                                 | Pantera                |              |
| 2020 | Golondrinas                              | Fernando               |              |
| 2020 | La isla                                  | Diego                  | Cortometraje |
| 2020 | Las siamesas                             | Primo                  |              |
| 2021 | Amor bandido                             | Román                  |              |
| 2021 | Ese fin de semana                        | Ariel                  |              |
| 2022 | Camino al éxito                          | Hugo                   |              |
| 2022 | Los misterios del mundo                  | Chango                 | Cortometraje |
| 2024 | Barcos y catedrales                      |                        |              |
| 2024 | El hombre que amaba los platos voladores | Carlos «Chango» Torres |              |
| 2025 | Un cabo suelto                           | Santiago               |              |

### Televisión
| Año  | Título              | Papel                   | Notas       |
| ---- | ------------------- | ----------------------- | ----------- |
| 2018 | Muñecos del destino | Perpetuo (voz)          | Temporada 2 |
| 2023 | Diciembre 2001      | Héctor «El Toba» García |             |
| 2023 | División Palermo    | Sergio Núñez            |             |

### Web
| Año  | Título              | Papel  | Notas                                    |
| ---- | ------------------- | ------ | ---------------------------------------- |
| 2021 | Arrollado primavera | Javier | Episodio: «Todos quieren algo de Carlos» |

## Teatro
| Año       | Título                           | Papel   | Lugar                          |
| --------- | -------------------------------- | ------- | ------------------------------ |
| 2008-2010 | La verdadera historia de Antonio | Antonio | El Círculo / Espacio Arte Vivo |
| 2012      | Playas                           |         | El Árbol de Galeano            |

Como director
- Rotary, teatro exclusivo para socios (2010)
- El tiempo de los reincidentes (2013)
- Que pase algo... (título en proceso) (2017-2018)

## Premios y nominaciones
| Año  | Organización                                     | Categoría              | Trabajo                                  | Resultado | Ref(s) |
| ---- | ------------------------------------------------ | ---------------------- | ---------------------------------------- | --------- | ------ |
| 2017 | Fiesta Provincial del Teatro de Tucumán          | Mejor dirección        | Que pase algo... (título en proceso)     | Ganador   | [ 1 ]  |
| 2018 | Festival de Cine de Lima                         | Mejor actor            | El motoarrebatador                       | Ganador   | [ 21 ] |
| 2018 | Santiago Festival Internacional de Cine          | Mejor actor            | El motoarrebatador                       | Ganador   | [ 22 ] |
| 2019 | Festival de Cine de La Habana en Nueva York      | Mejor actor            | El motoarrebatador                       | Ganador   | [ 23 ] |
| 2019 | Premios Cóndor de Plata                          | Mejor actor            | El motoarrebatador                       | Nominado  | [ 24 ] |
| 2020 | Premios Sur                                      | Mejor actor revelación | Las siamesas                             | Nominado  | [ 25 ] |
| 2021 | Premios Sur                                      | Mejor actor de reparto | Amor bandido                             | Nominado  | [ 26 ] |
| 2022 | Festival Internacional de Cine Latino de Uruguay | Mejor actor            | Camino al éxito                          | Ganador   | [ 27 ] |
| 2024 | Premios Sur                                      | Mejor actor de reparto | El hombre que amaba los platos voladores | Nominado  | [ 28 ] |